# 庚搭烯
庚搭烯化学式为C12H10，是一种二环反芳香性有机化合物，其分子式为C12H10，由二个七元环两两相并而成。 庚搭烯的阴离子可以与两个锂离子作用而使其稳定性增强。